# Carlo Zimech
Carlo Zimech (malt. Dun Karlu Zimech, 1696 – 22 czerwca 1766) – maltański ksiądz i malarz. Urodził się w zamożnej rodzinie w Żebbuġ na Malcie. Pod koniec życia osiadł w Nadur na Gozo, prawdopodobnie z powodu problemów ze zdrowiem. Zmarł w swojej rezydencji 22 czerwca 1766, i został pochowany w kościele parafialnym w Nadur.
Obrazy przypisywane Carlo Zimechowi to:
- Zwiasowanie, w zakrystii kościoła parafialnego w Balzan[1]
- Niepokalane Poczęcie (1738), stary obraz tytularny kościoła parafialnego w Bormli[1][2]
- Matka Boża Różańcowa, w kolegiacie św. Jerzego w Qormi[1]
- Niepokalane Poczęcie, Męczeństwo św. Pawła (1750), Męczeństwo św. Piotra (1750) oraz Czterech Ewangelistów, w kościele parafialnym w Nadur[1][3]
- San Carlo,  w kościele Matki Boskiej Bolesnej w Pietà – obraz ten sygnowany jest jego inicjałami DCZ[2]

Zimech jest też czasem uznawany za autora Narodzenia Matki Bożej (1744), obrazu tytularnego w kościele parafialnym w Xagħra. Jego autorstwo jest jednak dyskusyjne, a autor i data powstania dzieła są wciąż nieznane. Wydaje się, że pierwotnie znajdował się gdzieś na wyspie Malcie (możliwe, że w Isli), skąd został przeniesiony w 1744–51. Zimech mógł przerobić obraz tak, aby ten zmieścił się w nowym miejscu.
Niektóre z prac Zimecha były błędnie przypisane architektowi i poecie Carlo Gimachowi, a to z powodu podobieństwa nazwisk. Gimach podczas życia Zimecha żył w Portugalii i Rzymie, i nie ma żadnych dowodów jego aktywności jako malarza.
W Nadur znajduje się ulica nazwana jego imieniem, Triq Dun Karlu Zimech (ulica księdza Carlo Zimecha).